# Vadonia monostigma
Vadonia monostigma là một loài bọ cánh cứng trong họ Cerambycidae.